# Italia Viva
Italia Viva (v překladu Živá Itálie) je italská liberální politická strana, kterou v září 2019 založil bývalý italský premiér Matteo Renzi, do té doby člen Demokratické strany.

## Historie

### Vznik strany

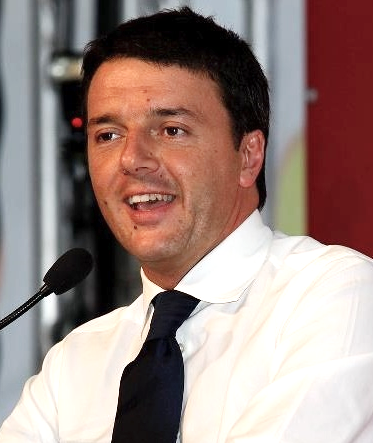
Matteo Renzi

O vnitřním napětí v Demokratické straně se spekulovalo delší dobu. V roce 2018 porazil ve stranických volbách Renzim podporovaného kandidáta Roberta Giachettiho představitel levicového křídla Nicola Zingaretti. Vůči novému lídrovi vystupoval Renzi loajálně; v září 2019 se však stal nejviditelnějším tvůrcem koalice demokratů s populistickým Hnutím pěti hvězd. 
Založení strany Renzi oznámil 17. října 2019, necelé dva týdny po vytvoření nové vlády, což bylo i na italské poměry překvapivé. Spolu s ním odešlo z Demokratické strany 30 až 40 poslanců a senátorů, stejně jako ministryně zemědělství a ministryně pro rodinu a rovné příležitosti. Premiéra Giuseppe Conteho Renzi ujistil o podpoře jeho vlády.
Své důvody pro založení nové strany  představil o několik dní později v rozhovoru pro deník La Repubblica. V Demokratické straně mu chyběla vize pro budoucnost. Také se vyjádřil, že „naše  hodnoty, ideje, sny nemohou být předmětem každodenních sporů“. Se stranou Italia Viva chce vytvořit „novou základnu pro novou politiku“.
Rozštěpení demokratů popsal Zingaretti jako chybu. Podle něj bylo třeba myslet hlavně na budoucnost Itálie, novou agendu a potřebu znovu vybudovat důvěru v dobrou vládu. Rezervovaný byl i premiér Conte, který by býval uvítal, kdyby ho Renzi o svém záměru informoval ještě před vytvořením vlády.

### Regionální volby 2020
V regionálních volbách, které proběhly v průběhu roku 2020 v devíti regionech z jedenadvaceti, Italia Viva kandidovala většinou v rámci Středolevicové koalice. IV také často postavila společnou kandidátku s menšími středovými formacemi, nejčastěji s uskupením Více Evropy nebo Italskou socialistickou stranou.
Ve volbách Italia Viva získala sedm zastupitelů (4 v Kampánii, 2 v Toskánsku a 1 v Emilia-Romagna). Průměrný procentuální zisk ze všech devíti regionů se pohyboval kolem 3,5 %.

### Odchod z Conteho vlády
V lednu roku 2021 Italia Viva opět rozvířila italské politické vody, když Renzi na tiskové konferenci oznámil rezignaci ministryň za jeho stranu a ukončení podpory vládě. Tímto krokem Conteho kabinet ztratil většinu v Senátu. Důvodem bylo rozhodnutí vlády nevyužít prostředky z Evropského stabilizačního mechanismu na podporu vytíženého italského zdravotnictví. Odchod z vlády silně kritizovali představitelé Demokratické strany, kteří Renziho a jeho stranu označili za nedůvěryhodné partnery.
Hlasování o důvěře vláda v obou komorách přestála, v Senátu ale jen díky tomu, že se senátoři z Italia Viva zdrželi hlasování. Tím koalice přišla o akceschopnou většinu a Conte 26. ledna rezignoval. Novou vládu sestavil někdejší guvernér Evropské centrální banky, nestraník Mario Draghi. Tento kabinet byl založen na široké podpoře, proti němu se z větších stran postavili jen krajně pravicoví Bratři Itálie. V nové vládě zasedlo 8 nestraníků, do úřadu se za stranu Italia Viva vrátila ministryně pro rodinu a rovné příležitosti Elena Bonetti.

### Po roce 2021
V prosinci 2021 se Italia Viva oficiálně stala členem Evropské demokratické strany (EDP). Europoslanec IV Sandro Gozi byl navíc potvrzen ve funkci tajemníka EDP.
Během politické krize v červenci 2022 byl Renzi čelným zastáncem setrvání Maria Draghiho v úřadu. Italia Viva zorganizovala petici na Draghiho podporu, kterou během několika dnů podepsalo přes 100 000 Italů. Draghi nicméně následkem ztráty podpory Hnutí pěti hvězd, Ligy a Forza Italia stejně rezignoval.

## Politika
Matteo Renzi stranu při jejím vzniku popsal jako „mladý a inovativní subjekt, který bude přicházet s novými idejemi pro Itálii a Evropu“. Svým zaměřením stojí Italia Viva v politickém středu a je liberální či liberálně-reformní a proevropská. Podle deníku New Statesman strana míří na střední třídu, případně postarší voliče, což je prostor víceméně zaplněný Demokratickou stranou. Obecně se však distancuje od levicového zaměření demokratů, které po Renziho odchodu z jejich čela v roce 2018 nabývá na síle.

## Zastoupení v parlamentu a volební preference
Strana aktuálně drží bezmála třicet zákonodárců v Poslanecké sněmovně a necelých dvacet v Senátu. Předvolební průzkumy jí po jejím vzniku přisuzovaly cca pětiprocentní podporu, nyní se pohybuje mezi dvěma a třemi procenty.

## Současné vedení
- Lídr: Matteo Renzi (od 2019)
- Koordinátoři: Teresa Bellanova (od 2019) a Ettore Rosato (od 2019)
- Lídryně v Poslanecké sněmovně: Maria Elena Boschi (od 2019)
- Lídr v Senátu: Davide Faraone (od 2019)
- Zástupkyně ve vládě Maria Draghiho: Elena Bonetti (ministryně pro rodinu a rovné příležitosti)

## Volební výsledky

### Poslanecká sněmovna
| Volby | Hlasy        | Hlasy        | Mandáty | Mandáty | Pozice | Postavení |
| Volby | Abs.         | %            | Abs.    | ±       | Pozice | Postavení |
| ----- | ------------ | ------------ | ------- | ------- | ------ | --------- |
| 2022  | Koalice s Az | Koalice s Az | 9/400   | ▲9      | ▲8.    | Opozice   |

### Senát
| Volby | Hlasy        | Hlasy        | Mandáty | Mandáty | Pozice |
| Volby | Abs.         | %            | Abs.    | ±       | Pozice |
| ----- | ------------ | ------------ | ------- | ------- | ------ |
| 2022  | Koalice s Az | Koalice s Az | 5/200   | ▲5      | ▲7.    |

### Regionální parlamenty
| Region                    | Rok  | Hlasy         | %             | Mandáty | ±  |
| ------------------------- | ---- | ------------- | ------------- | ------- | -- |
| Údolí Aosty               | 2020 | V koalici     | V koalici     | 0/35    | –  |
| Piemont                   | 2024 | koalice s +Eu | koalice s +Eu | 1/51    | ▲1 |
| Lombardie                 | 2023 | koalice s Az  | koalice s Az  | 2/80    | ▲2 |
| Jižní Tyrolsko            | 2023 | koalice s Az  | koalice s Az  | 0/35    | –  |
| Tridentsko                | 2023 | 3 399 (14.)   | 1.5           | 0/35    | –  |
| Furlánsko-Julské Benátsko | 2023 | koalice s Az  | koalice s Az  | 0/49    | –  |
| Benátsko                  | 2020 | 12 426 (13.)  | 0.6           | 0/51    | –  |
| Emilia-Romagna            | 2020 | v koalici     | v koalici     | 1/50    | ▲1 |
| Ligurie                   | 2020 | 15 083 (9.)   | 2.4           | 0/41    | –  |
| Toskánsko                 | 2020 | 72 340 (5.)   | 4.5           | 2/41    | ▲2 |
| Marche                    | 2020 | 19 742 (6.)   | 3.2           | 0/31    | –  |
| Lazio                     | 2023 | koalice s Az  | koalice s Az  | 2/50    | ▲2 |
| Abruzzo                   | 2024 | 16 275 (10.)  | 2.8           | 0/31    | –  |
| Kampánie                  | 2020 | 173 870 (5.)  | 7.4           | 4/51    | ▲4 |
| Apulie                    | 2020 | 18 025 (14.)  | 1.1           | 0/51    | –  |
| Basilicata                | 2024 | 18 371 (8.)   | 7.0           | 1/21    | ▲1 |
| Kalábrie                  | 2021 |               |               | 0/30    | –  |
| Sicílie                   | 2022 | koalice s Az  | koalice s Az  | 0/70    | –  |
| Sardinie                  | 2024 | v koalici     | v koalici     | 0/60    | –  |